# Северный флот (группа)
«Се́верный флот» — российская рок-группа. Основана музыкантами группы «Король и Шут» в 2013 году после смерти Михаила Горшенёва.

## История

### Основание
В ночь с 18 на 19 июля 2013 года умер лидер группы «Король и Шут» Михаил Горшенёв. В этот период группа была на подъёме: активно гастролировала, выступала на крупнейших российских рок-фестивалях, работала над новым альбомом и участвовала в рок-мюзикле TODD. На следующий день планировался большой концерт «Короля и Шута» в московском Зелёном театре, который был отменён. Через несколько дней после смерти Михаила оставшиеся участники группы вспомнили о материале, который они начинали готовить для нового альбома «Короля и Шута». Клавишник группы, Павел Сажинов, предложил этот материал доделать и музыканты решили не распускать коллектив хотя бы первое время. Семья Горшенёва и некоторые коллеги-музыканты предлагали сохранить группу под прежним названием, но участники коллектива отказались, ссылаясь на то, что группа не может существовать без создателей идеи «Короля и Шута»: Михаила Горшенёва и Андрея Князева, покинувшего коллектив в 2011 году. Князев также заявил, что не вернётся в группу и продолжит работу в проекте «КняZz». 14 августа 2013 года на официальных интернет-ресурсах группы «Король и Шут» было объявлено о прекращении её деятельности с окончанием 2013 года и создании новой группы «Северный флот».

### Название
По словам А. Леонтьева, название «Северный флот» не имеет непосредственной привязки к «Королю и Шуту». Довольно старая на тот момент песня «Северный флот» вновь стала актуальной, потому что Михаил Горшенёв смотрел сериал «Викинги».
В день смерти Горшка, когда меня одолевали всякие странные мысли, я вдруг подумал: «Ну, Миха даже сериал не досмотрел». Поэтому я сам начал смотреть «Викингов», чтобы узнать вместо него, чем все кончится. Помню, едем в автобусе с «Доброфеста», а на заднем сиденье пьяненький Миха сидит по центру, качается довольно и представляет, будто автобус — это драккар, а мы все — его воины. Он — ярл, я — старшой, а рядом — гребцы, и всё круто.
Кроме того, название «Северный флот» было привычным, так как участники группы играли в Clash of Clans, где у них был свой клан с таким названием. «Северный флот» появился в игре примерно за год до смерти М. Горшенёва и существует до сих пор.

### «Всё внутри» (2013—2014)
В августе 2013 года группа занялась работой над дебютным альбомом, который был посвящён памяти Михаила Горшенёва. Несмотря на то, что новый альбом группа начала готовить ещё в феврале 2013 года как очередной релиз группы «Король и Шут», Горшенёв успел придумать только вокальную мелодию для одной композиции, сочинённой Леонтьевым. Весь музыкальный материал, который музыканты успели подготовить для нового альбома «Короля и Шута», был написан А. Леонтьевым и стал основой для дебютного альбома «Северного флота». 2 октября был выпущен дебютный сингл группы — песня «Стрелы», посвящённая М. Горшенёву. Затем последовал перерыв в написании и записи песен, связанный с проведением масштабного прощального тура группы «Король и Шут».
В феврале 2014 года музыканты возобновили работу над дебютным альбомом и приступили к репетициям. 22 апреля был выпущен второй сингл с грядущего альбома — песня «Вперёд и вверх», а также клип на неё. По словам Якова Цвиркунова, изначально планировалось, что первое время до половины концертного репертуара «Северного флота» будут составлять песни группы «Король и Шут». Однако 12 мая 2014 года стало известно, что Андрей Князев запретил группе исполнять сочинённые им композиции. Таким образом, число песен «КиШа», перешедших в репертуар «Северного флота», значительно сократилось.
Первое выступление группы «Северный флот» состоялось 24 мая 2014 года в Нижнем Новгороде на фестивале Next Generation. На этом концерте группа впервые представила широкой публике 3 новые композиции: «Красные реки», «Рождённый убивать» и «Старый крысолов». В течение лета 2014 года «Северный флот» выступил ещё на нескольких фестивалях, где музыканты исполняли как новые песни, так и репертуар «Короля и Шута». 19 июля 2014 года группа приняла участие в концерте памяти М. Горшенёва, где были исполнены исключительно песни «Короля и Шута».
К началу июня были полностью готовы 8 песен, которые музыканты стали записывать на студии. Однако саунд-продюсер Андрей Самсонов сделал композиции не такими «тяжёлыми», как их видел Леонтьев. В итоге музыканты перезаписали материал с новым звукорежиссёром — Леонидом Шипеликом, по совету которого партии ударных были записаны в Финляндии под руководством Ансси Киппо.
19 июля 2014 года в СКК «Юбилейный» состоялся концерт памяти Михаила Горшенёва, в котором приняла участие группа «Северный флот».
28 июля 2014 года был выпущен сингл «Рождённый убивать», в котором музыканты добились желаемого звучания.
В сентябре коллектив отправился в первый гастрольный тур «Только вперёд!». Однако альбом к началу тура выпустить не успели. Первый концерт тура состоялся 20 сентября в Вологде. В ходе этого выступления публике были впервые представлены композиции «Надвигается Северный флот» и «Харон». 20 октября состоялся интернет-релиз дебютного альбома «Всё внутри». Первый сольный концерт группы в Москве состоялся 15 ноября 2014 года в клубе Ray Just Arena, в Санкт-Петербурге — 5 декабря в клубе Космонавт. В ходе своего первого тура группа «Северный флот» отыграла 34 концерта по городам России и Белоруссии. Помимо оригинального репертуара «Северного флота» на концертах первого тура игрались некоторые песни группы «Король и Шут», номера из зонг-оперы TODD, а также композиции «Долгой дорогой» и «Невезучий» с дебютного альбома группы «Кукрыниксы», написанные Александром Леонтьевым. Также на первом концерте тура в Вологде прозвучал кавер на песню «Последний герой» группы «Кино». В начале 2015 года группа продолжила тур по России с презентацией своего первого альбома.

### «Мизантропия» (2015—2017)
На концертах в Москве и Санкт-Петербурге 22 марта и 3 апреля 2015 года была представлена новая песня «Поднимая знамя», а также инструментальная версия композиции «Революция на вылет». В мае «Северный флот» вместе с группами Mordor и Drum Ecstasy посетил Белоруссию с туром «Республика рока». 20 мая группа приступила к записи нового материала в Финляндии. 1 июня 2015 года был выпущен сингл «Революция на вылет», а 15 июня — «Поднимая знамя». В течение лета группа выступила на нескольких рок-фестивалях.
28 сентября музыканты «Северного флота» начали сбор средств на платформе Planeta.ru для выпуска нового альбома. Осенью 2015 года группа отправилась в концертный тур «Поднимая знамя», вторая часть которого была отменена из-за операции на голосовых связках Александра Леонтьева. 26 ноября музыканты приступили к записи нового альбома в Финляндии. Руководил процессом записи звукорежиссёр Ансси Киппо, с которым группа уже сотрудничала при записи ударных для альбома «Всё внутри» и синглов «Революция на вылет» и «Поднимая знамя». Запись нового альбома продолжалась в течение зимы несколькими сессиями. 5 декабря коллектив выступил вместе с группами «Кукрыниксы» и F.P.G. в Вологде на фестивале «ВоркФест». 14 декабря был выпущен клип на песню «Революция на вылет». 3 января 2016 года группа впервые выступила на фестивале Frost Fest. 18 февраля была представлена студийная версия песни «Грехи» — арии из оперы TODD, не вошедшей в аудиоверсию оперы, но записанной при работе над новым альбомом. В записи хора для неё приняли участие акционеры Planeta.ru.
Второй студийный альбом получил название «Мизантропия» и был выпущен 1 марта 2016 года, после чего группа отправилась в тур в его поддержку. Летом 2016 года «Северный флот» по традиции выступил на нескольких рок-фестивалях. 9 июля группа впервые дала концерт на сцене 2.0 фестиваля «Нашествие». Осенью продолжился тур с презентацией альбома «Мизантропия». В сентябре «Северный флот» впервые посетил с гастрольным туром Украину. В октябре группа впервые провела концертный тур во Франции совместно с французской метал-командой Sidilarsen. В ноябре совместный тур «Северного флота» и Sidilarsen продолжился уже по городам России. 12 ноября группы дали концерт в московском клубе «Известия Hall». Запись выступления «Северного флота» стала основой для первого концертного DVD группы.
Концертник Live in Moscow был выпущен 9 марта 2017 года, в него вошли песни с первых двух альбомов группы. Весной 2017 «Северный флот» отыграли около 20 концертов в поддержку релиза, в том числе большой тур по Сибири, Бурятии и Забайкалью, все концерты сопровождались тематическим видеорядом и световым шоу.

### «Иной» (2017—2018)
Летом 2017 года группа приступила к записи материала для очередного альбома. В интервью музыканты «Северного флота» отмечали, что новый альбом будет отличаться от двух предыдущих. Изначально группа планировала снова поехать в Финляндию, чтобы сделать запись на Astia-Studio у Ансси Киппо. Однако оказалось, что Ансси в течение нескольких месяцев будет занят работой с другими группами. В итоге новые песни решили записать на питерской студии «Добролёт» со звукорежиссёром Андреем Алякринским.
В течение лета 2017 года группа выступила на многих рок-фестивалях, в том числе посвящённых 55-летию Виктора Цоя. Для этих мероприятий музыканты подготовили специальную программу, состоящую из песен группы «Кино». Также «Северный флот» во второй раз выступил на сцене 2.0 фестиваля «Нашествие».
25 августа 2017 года была выпущена первая композиция с будущего альбома — «Время любить». 19 октября увидел свет одноимённый макси-сингл, состоящий из трёх песен и видеоклипа на заглавную композицию. В конце октября группа отправилась в тур с презентацией нового сингла.
В январе 2018 года «Северный флот» дал серию концертов, прошедших в рамках фестиваля Frost Fest в нескольких городах. В феврале музыканты продолжили запись нового альбома на «Добролёте». Начало тура в поддержку нового альбома было запланировано на 16 марта, однако к этому времени альбом ещё не был готов и на концертах группа исполнила только несколько новых песен. К тому же у музыкантов были обязательства перед акционерами на Planeta.ru, которые должны были стать первыми слушателями нового альбома.
Третий, экспериментальный альбом «Северного флота» получил название «Иной» и был выпущен 13 апреля 2018 года. В течение 2018 года группа играла концерты в поддержку нового альбома, а осенью отправилась в юбилейный тур в честь 5-летия коллектива. 4 августа «Северный флот» впервые выступил на главной сцене фестиваля «Нашествие».
В годовщину смерти Михаила Горшенёва, ночью с 18 на 19 июля 2019 года музыканты отыграли сет на сцене «Ультра» фестиваля «Нашествия». В сет были включены как собственные композиции, так и большое количество песен «Короля и Шута».

### «2020» (2019—2021)
26 марта 2021 года группа представила новый альбом под названием «2020», который был записан при помощи краудфандинга. Ранее синглами с альбома были выпущены композиции «Спутник», «Мёртвый изнутри» и «Пританцовывай».
С 2021 года группа «Северный флот» проводит концертный тур TODD, основанный на одноимённых альбомах и рок-мюзикле группы «Король и Шут», в состав которой входили музыканты «Северного флота».
8—13 февраля 2022 года группа «Северный флот» совместно с фондом памяти Михаила Горшенёва, возглавляемым вдовой музыканта Ольгой Шаботовой, организовали гастрольный тур, посвящённый памяти Михаила. При отборе песен музыканты ориентировались на программу концерта, так и не сыгранного в московском «Зелёном театре» летом 2013 года. 19 июля и 7 августа группа вновь провела концерты памяти музыканта.
6 апреля 2023 вышла первая часть официального саундтрека сериала «Король и Шут». 11 песен группы «Король и Шут» перезаписаны группой «Северный флот». Андрей Князев заново спел свои партии, а голос Михаила Горшенёва отреставрировали с помощью нейросети.
С октября 2024 года коллектив начал работу над новым проектом — TODD с участием симфонического оркестра.
17 апреля 2025 года в своем официальным паблике ВКонтакте группа объявила о проведении репетиций нового материала. Уже через месяц «Северный флот» в своих соцсетях предоставил видеозапись с репетицией новых песен.

## Артистизм

### Стиль музыки
В начале творческого пути «Северного флота», участники группы не хотели ставить себе рамки, но понимали, что в основе их музыки будет электроника и гитара. Музыканты решили, что материал должен звучать «дорого», вне зависимости от того, где был записан. Определять стилистику «Северного флота» лидер группы А. Леонтьев отказывается, но характеризует её как «популярная музыка с тяжёлым звуком».

### Тематика текстов
При создании дебютного альбома музыканты «Северного флота» планировали обратиться за помощью в написании текстов к драматургам Михаилу Бартеневу и Андрею Усачёву, с которыми уже сотрудничали при создании песен к мюзиклу TODD. Впоследствии от этой идеи отказались и решили писать тексты самостоятельно. Ещё во время тура «Прощание» осенью 2013 года Александр Леонтьев сказал в интервью, что тексты для нового альбома будут посвящены скорее личностной лирике и, возможно, мистике, нежели социальным темам. Впоследствии Александр говорил, что тематика текстов будет скорее притчевая, более взрослая и философская, чем была в «Короле и Шуте».
В каждом альбоме «Северного флота» есть антивоенные песни («Красные реки», «Каждую ночь», «Удачи солдат»).

## Дискография

### Студийные альбомы
- 2014 — Всё внутри
- 2016 — Мизантропия
- 2018 — Иной
- 2021 — 2020

### Концертные альбомы и видео
- 2017 — Live in Moscow

### Синглы и мини-альбомы
- 2013 — Стрелы
- 2014 — Вперёд и вверх
- 2014 — Рождённый убивать
- 2015 — Революция на вылет
- 2015 — Поднимая знамя
- 2017 — Время любить
- 2019 — Спутник[51]
- 2019 — Мёртвый изнутри[52]
- 2021 — Пританцовывай[53]
- 2021 — Акустика[54]
- 2024 — Северный Слот (feat. Слот) (мэшап песен «Поднимая знамя» группы «Северный флот» и «Бой!» группы «Слот»)

### Саундтрек
- 2023 — сериал «Король и Шут. Официальный саундтрек. Часть 1» (2023), сборник перезаписанных песен «КиШа»[43]

### Видеоклипы
- 2014 — Вперёд и вверх[55]
- 2015 — Революция на вылет[56]
- 2017 — Время любить[57]
- 2018 — Здравствуй, страна![58]
- 2019 — Спутник[59]

### Участие в трибьютах
- «Слот XX tribute» (2022)[60]

### Внеальбомные треки
- 2016 — Грехи
- 2022 — Туда, где небо... (трибьют группе «Слот»)

## Состав
- Александр «Ренегат» Леонтьев — вокал, гитара, акустическая гитара
- Яков Цвиркунов — гитара, акустическая гитара, бэк-вокал
- Александр Куликов — бас-гитара, бэк-вокал
- Павел Сажинов — клавишные, программирование
- Александр «Поручик» Щиголев — ударные

Технический персонал:
- Дмитрий Райдугин — художник по свету
- Михаил Рахов — звукорежиссёр
- Григорий Иванин — техник группы

## Награды и номинации
| Год  | Награда                    | Итог      |
| ---- | -------------------------- | --------- |
| 2015 | «Чартова дюжина» — «Взлом» | Номинация |